# Гі Молл

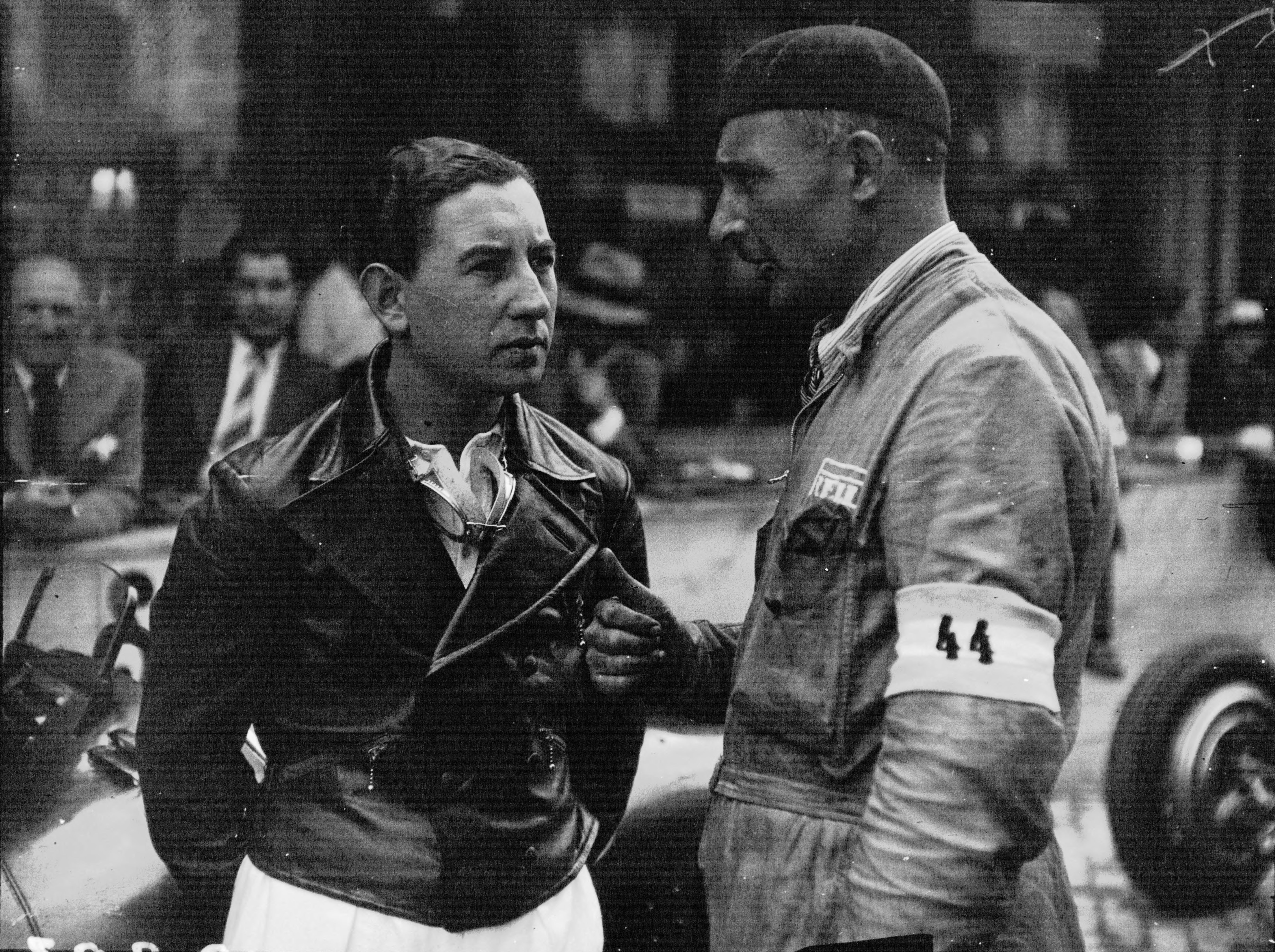
Гі Молл на Гран-прі 1934 року

Гійо́м Лора́н «Гі» Молл (фр. Guillaume Laurent "Guy" Moll; 28 травня 1910, Алжир — 15 серпня 1934, Пескара) — французький автогонщик.

## Біографія
Гі Молл народився у сім'ї подружжя француза та іспанки, яке емігрувало до Алжира, колишньої колонії Франції. Свою кар'єру у перегонах Молл розпочав у 1930 році за кермом авто французької компанії «Лорен-Дітріх» у місцевих перегонах в Алжирі та, які проводились не завжди регулярно. У 1932 році Гі був помічений Марселем Леу (фр. Marcel Lehoux), заможним власником торгової компанії в Алжирі та успішним гонщиком серії Гран-прі. Леу пересвідчився у таланті Гі Молла й запросив його до участі у Гран-прі Орана та Касабланки на своєму «Bugatti». Молл захопив лідерство зі старту на Гран-прі Орана, тільки коли він став другим він зійшов з траси, також він не завершив гонку і у Касабланці. Марсель Леу рішився взяти Молла на його першу континентальну гонку на Гран-прі Марселя в Мірамасі. Молл сенсаційно посів третє місце. Перше і друге місця були за гонщиками команди «Alfa Romeo» Раймоном Соммером і Таціо Нуволарі.
У 1933 році Молл продовжив виступати на «Bugatti», посівши друге місце на Гран-прі По в умовах снігової заметілі на трасі, на якій він був уперше. Згодом на сімейні гроші Молл придбав спортивний Alfa Romeo 8C 2300. На Гран-прі Франції Молл класифікувався на п'ятому місці. Взяв участь у перегонах 24 години Ле-Мана але до фінішу не дістався. Незважаючи не те, що модель його авто мала нижчі характеристики, ніж Alfa Romeo P3, на якій виступала «Scuderia Ferrari», Молл прийшов третім у Німі (після Етанселена і Нуволарі), Мірамасі, на Comminges і у Ніцці. Був другим і близьким до перемоги на Гран-прі Марни на трасі Реймс-Ге.
Молл став пілотом автомобіля Alfa Romeo P3 у команді Енцо Феррарі у 1934 році. Незважаючи на боротьбу з потужними командами «Auto Union» і «Mercedes-Benz», Молл виборов свій перший Гран-прі у 1934 році на Гран-прі Монако, після того як він перебрав лідерство від напарника по «Scuderia Ferrari» Луї Широна, котрий через свою помилку менше ніж за два кола до фінішу вилетів на повороті («Station Hairpin») у мішки з піском. Місяць по тому він знову був другим, а його напарник Акілле Варці першим на Гран-прі Триполі. Молл звинувачував Варці у спробах зіштовхнути його з траси. Молл також виграв перегони на трасі АФУС на «Alfa Romeo», спеціально підготовленій для цих перегонів (двигун його моделі видавав 265 к. с. (198 кВт) і мав робочий об'єм 3,2 літра), після того як новачок команди «Auto Union» Ганс Штук зійшов з траси через відмову муфти зчеплення. Гі Молл фінішував третім на Гран-прі Франції в Монлері, на домашній трасі Луї Широна. Також Молл був другим на «Targa Florio» і Кубку Чано, в обох випадках, сидячи «на хвості» свого напарника Акілле Варці.
На мокрій та вітряній трасі Пескара за Кубок Ачербо у серпні 1934 року, йдучи другим та переслідуючи Луїджі Фаджолі, Молл втратив керування на майже максимальній швидкості на вузькій ділянці траси при проходженні повороту «Hemme's Mercedes». Болід Alfa Romeo P3 Молла вилетів у кювет та врізався у міст, в результаті чого гонщик загинув миттєво від отриманих травм. Причина аварії до цих пір не з'ясована.
Хоча у Молла й була коротка кар'єра, Енцо Феррарі вважав його одним з найкращих пілотів, яких він бачив. Він бачив, що Гі Молл міг би стати першим.
Гі Молла було поховано на кладовищі Мезон-Карре (фр. Maison Carrée) на околиці міста Алжир.